# Дмитриев, Артём
Артём Дмитриев (эст. Artjom Dmitrijev; род. 14 ноября 1988, Таллин) — эстонский футболист, нападающий и полузащитник. Выступал за сборную Эстонии.

## Биография

### Клубная карьера
В юношеском возрасте занимался в таллинских клубах «Левадия» и «ТФМК». С 2004 года выступал на взрослом уровне за дублирующий состав ТФМК, в 2006 году дебютировал в основной команде в высшей лиге Эстонии, в 2008 году стал регулярным игроком основы.
После того, как ТФМК прекратил существование в 2008 году, футболист выступал за клубы высшего дивизиона Литвы («Ветра», «Круоя») и Эстонии («Транс», «Левадия», «Калев» (Силламяэ)). В составе «Левадии» в 2010 году стал обладателем Кубка и Суперкубка Эстонии.
В 2012 году перешёл в бельгийский клуб второго дивизиона «Антверпен», провёл в команде половину сезона. Затем два сезона выступал в третьем дивизионе Бельгии за «Тюрнхаут».
В 2014 году вернулся в Эстонию и провёл полсезона в составе «Инфонета». С 2015 года в течение трёх лет выступал за «Нымме Калью», за три сезона сыграл около 100 матчей и становился обладателем Кубка Эстонии в 2015 году. Хатем снова играл за границей — в Финляндии, Казахстане и Узбекистане.

### Карьера в сборной
Выступал за молодёжную и олимпийскую сборные Эстонии.
Дебютировал в национальной сборной Эстонии 9 июня 2015 года в матче против Финляндии, заменив на 79-й минуте Сергея Зенёва.

## Достижения
- Серебряный призёр чемпионата Эстонии (1): 2010
- Бронзовый призёр чемпионата Эстонии (4): 2009, 2015, 2016, 2017
- Обладатель Кубка Эстонии (2): 2010, 2015
- Обладатель Суперкубка Эстонии (1): 2010